# Otton Bruno Urban
Otton Bruno Urban (ur. 30 października 1894 w Krakowie, zm. 27 stycznia 1954 tamże) – podpułkownik piechoty Wojska Polskiego.

## Życiorys
Otton Bruno Urban był synem Jana (portier w Collegium Medicum Uniwersytetu Jagiellońskiego) oraz Janiny z domu Nippon. Po ukończeniu kadeckiej szkoły średniej w Kónigsdorfie został 18 sierpnia 1912 roku awansowany na stopień chorążego i skierowany do austriackiego 55 pułku piechoty. W latach 1912–1913 brał udział w mobilizacji sił zbrojnych Monarchii Austro-Węgierskiej, wprowadzonej w związku z wojną na Bałkanach. 1 maja 1914 roku awansował na stopień podporucznika, a 1 lipca 1915 roku porucznika. Do 1918 roku służył w armii austro-węgierskiej. Pełnił funkcje: w 55 pp był dowódcą plutonu, w szkole podoficerskiej i wywiadowczej instruktorem i ponownie w 55 pp dowódcą plutonu z którym 10 sierpnia trafił na front przeciwrosyjski, dowódcą kompanii i adiutantem pułku, a od 28 grudnia 1915 roku do 28 sierpnia 1917 roku był w Bielsku-Białej i Opolu dowódcą kompanii zapasowej trafiając z nią na front włoski, na którym 28 sierpnia 1917 roku odniósł poważną kontuzję i przebywał w Wiedniu do 25 grudnia 1917 roku lecząc się w tamtejszym szpitalu, a następnie powrócił na stanowisko dowódcy kompanii zapasowej, która stacjonowała w Bielsku i pozostał w niej do 1 października 1918 roku.
Od listopada 1919 roku rozpoczął służbę w Wojsku Polskim. W początkowym okresie służby w armii polskiej były konflikty i trudności. W kwietniu 1920 roku komisja weryfikacyjna miała zastrzeżenia do włączenia porucznika Urbana do korpusu oficerskiego. Dopiero Oficerski Trybunał Orzekający pod przewodnictwem generała podporucznika Władysława Frankowskiego przeprowadził postępowanie w sprawie ustalenia narodowości i co spowodowało opóźnione zgłoszenie się porucznika Urbana do Wojska Polskiego. Trybunał uznał w dniu 7 czerwca 1921 roku, że porucznik Urban pomimo polskiego pochodzenia przez dobrowolne wstąpienie w lutym 1919 roku na służbę austro-niemiecką i pozostawanie tamże do dnia 1 października 1919 roku dowiódł kompletnego braku poczucia narodowego, to jednak zrehabilitował się po wstąpieniu do Wojska Polskiego nienaganną swą służbą frontową, podczas której został ranny i odznaczony Krzyżem Walecznych przez co wywalczył sobie prawo pozostania jako oficer w Wojsku Polskim.
Po rozpadzie armii austro-węgierskiej porucznik Urban służył w milicji ludowej republiki austro-niemieckiej, a przebywając jeszcze w Wiedniu czynił starania o przyjęcie do Wojska Polskiego. 20 listopada 1919 roku otrzymał przydział do batalionu zapasowego 10 pułku piechoty, stacjonującego w Łowiczu, ponieważ słabo władał językiem polskim i nie znał regulaminów oraz musztry polskiej. Do oddziałów pułku pozostających na froncie przeniesiono go 18 maja 1920 roku.
Walcząc odważnie na polu walki w opinii przełożonych uchodził za dzielnego i odpowiedzialnego oficera, który posiadał żywy temperament. Ciężko ranny 4 sierpnia 1920 roku w boju pod Mordami, kiedy prowadził żołnierzy do przeciwnatarcia. Kontuzję leczył przez parę miesięcy w Zakopanem i Krakowie. 14 listopada 1920 roku powrócił do kadry Batalionu Zapasowego który stacjonował w Łowiczu. Odkomenderowany 29 listopada tegoż roku do Rembertowa na 5-miesięczny kurs aplikacyjny oficerów piechoty, kończąc go 2 maja 1921 roku i uzyskując wysokie noty z zastrzeżeniem: ma braki w języku polskim.
W 10 pułku piechoty pełnił funkcje: dowódcy 6 kompanii od 28 października 1921 roku; w tym samym roku wybrany został 1 listopada członkiem Sądu Honorowego; w zastępstwie od 11 sierpnia 1922 roku pełnił obowiązki dowódcy II baonu; odkomenderowany 12 lipca 1923 roku jako komendant szkoły do szkoły podoficerskiej przy Okręgu Korpusu; 17 grudnia 1924 roku był dowódcą II batalionu. 24 lipca 1925 roku ogłoszono jego przesunięcie na stanowisko dowódcy III baonu detaszowanego w Skierniewicach. 23 maja 1927 roku ogłoszono jego przesunięcie na stanowisko kwatermistrza pułku.
1 grudnia 1924 otrzymał awans na stopień majora ze starszeństwem z dniem 15 sierpnia 1924 i 183. lokatą w korpusie oficerów piechoty. Przez ten okres służby otrzymał bardzo przychylne opinie: poważny oficer o wybitnym charakterze. Dbały o żołnierza. Zdyscyplinowany, koleżeński. Inteligencja bardzo duża. Bardzo dobry organizator. Zdolności kierownicze i wychowawcze duże. Ogólnie bardzo dobry oficer. 26 września 1927 roku ogłoszono jego przeniesienie do Korpusu Ochrony Pogranicza z równoczesnym przeniesieniem do kadry oficerów piechoty. Do lutego 1932 roku dowodził 22 batalionem KOP Nowe Troki. Z okresu służby w KOP zachowały się dwie opinie personalne:
1. ...w krótkim czasie swą niezmordowaną i sumienną pracą potrafił postawić baon na bardzo wysokim poziomie pod względem moralnym, kwaterowym i wyszkolenia. W stosunku do ludności cywilnej przeważnie niepolskiej swym stanowczym i pełnym głębokiego zrozumienia postępowaniem, wzbudził szacunek i ufność do władz polskich.
2. Przez przeciąg około 6 lat pracuje w KOP jako dowódca baonu w Nowo-Trokach w środowisku ciągłego ruchu turystycznego jako też pracy WF, PW całej Polski, swymi zrozumiałymi zarządzeniami, osobistym kierownictwem, nie szczędząc wysiłku fizycznego i materialnego, przyczynił się w dużej mierze do podniesienia i ugruntowania polskości na kresach i bardzo ładnych wyników PW i WF. Opinie podpisali dowódca brygady KOP Wilno pułkownik Stanisław Schuster-Kruk i dowódca Korpusu generał brygady Jan Kruszewski[6].

W marcu 1932 roku ogłoszono jego przeniesienie z KOP do 61 pułku piechoty w Bydgoszczy na stanowisko kwatermistrza. W sierpniu 1935 roku został przesunięty na stanowisko dowódcy batalionu. W lutym 1936 roku otrzymał awans na stopień podpułkownika i powrócił do 10 pp na stanowisko zastępcy dowódcy. W 1937 roku w Rembertowie odbył kurs dowódców pułków. Podczas mobilizacji w czerwcu 1939 roku według planów mob. został wyznaczony dowódcą 10 pp, ale w związku z tym, że płk. Marian Krudowski pozostał w pułku podporządkował się jemu jako dotychczasowemu wieloletniemu dowódcy pułku.
Razem z pułkiem przeszedł cały szlak wrześniowy. 19 września 1939 roku w pobliżu Witkowic nad dolną Bzurą dostał się do niemieckiej niewoli w której pozostawał do października 1940 roku. Początkowo do marca 1940 roku przebywał w Oflagu IV A Hohnstein, a następnie do maja tego samego roku w Oflagu IV C Colditz z którego trafił do szpitala Konigsmarta znajdującego się w okolicach Drezna i szpitala w Tangerhiitte. Następnie został przewieziony do Krakowa i tam zwolniony. Podczas okupacji niemieckiej przebywał w Krakowie, pracując jako urzędnik handlowy w prywatnych firmach. Z organizacjami podziemnymi konspiracyjnych kontaktów nie utrzymywał.
Zmobilizowany 22 października 1945 roku przez RKU Kraków-Miasto i przydzielony do kwatermistrzostwa. Komisja Rehabilitacyjna Departamentu Personalnego Wojska Polskiego mjr. Stanisława Skibniewskiego uznała wprawdzie, że ppłk Urban ma nastawienie prawicowe i jest typem koniunkturalisty bez wyraźnego oblicza politycznego, ale jej wniosek był opatrzony sentencją: nadaje się do armii. Ponieważ po kontuzjach i przebytych chorobach nie mógł służyć w linii, dzięki prywatnym opiniom, iż jest solidnym człowiekiem, trafił do pracy kwaterunkowej.
25 lutego 1922 roku zawarł związek małżeński z Eugenią Walczyk i mieli dzieci: córkę Danutę (ur. 1923) i syna Jerzego Eugeniusza (1924–2012).
Zmarł w Krakowie. Został pochowany na cmentarzu Rakowickim (kwatera XIB-19-14).

## Ordery i odznaczenia
- Krzyż Walecznych
- Złoty Krzyż Zasługi (26 lutego 1932)[17]
- Medal Pamiątkowy za Wojnę 1918–1921
- Order Korony Żelaznej 3 klasy z dekoracją wojenną i mieczami[18]
- Krzyż Zasługi Wojskowej 3 klasy z dekoracją wojenną i mieczami[18]
- Signum Laudis Srebrny Medal Zasługi Wojskowej z mieczami na wstążce Krzyża Zasługi Wojskowej[18]
- Krzyż Wojskowy Karola[18]
- Krzyż Pamiątkowy Mobilizacji 1912–1913[18]
- Krzyż Żelazny 2 klasy